# 물라데
물라데(Moolaade)는 세네갈 , 프랑스 , 부르키나파소 , 모로코 , 튀니지에서 제작된 우스만 셈벤 감독의 2004년 드라마 영화이다. 라스마네 오우에드라오고 등이 주연으로 출연하였고 우스만 셈벤 등이 제작에 참여하였다.

## 출연

### 주연
- 라스마네 오우에드라오고

## 제작진
- 제작부: Thierry Lenouvel
- 미술: Joseph Kpobly